# سید کمال‌الدین شهریاری
سید کمال الدین شهریاری (زادهٔ ۱۳۳۱، تهران)، نماینده مردم حوزه انتخابیه دشتی و تنگستان (از استان بوشهر) در مجلس شورای اسلامی دوره دهم است.
وی همچنین از اعضای جامعه اسلامی مهندسین می‌باشد. وی دارای فوق لیسانس مهندسی معماری و دکترای تخصصی در رشته شهرسازی است. شهریاری زادهٔ شهر تهران بوده اما اصالتاً اهل بحیری استان بوشهر می‌باشند.

## زندگی‌نامه
شهریاری در یک خانواده روشنفکر و مذهبی از سادات منطقه دشتی دیده به جهان گشود. جد او آقاسیدمصطفی از روحانیون پر نفوذ منطقه دشتی بود. وی بنیانگذار اولین مدرسه به سبک جدید در منطقه دشتی به مرکزیت خورموج بود و چندین سال هزینه آنرا شخصاً پرداخت می‌کرد.

پدر شهریاری به دلیل تحصیلات جدید و اشتغال در وزارت دارائی به تهران مهاجرت کرد اما در سال ۱۳۳۸ پس از بازنشستگی به خورموج مراجعت نمود.

شهریاری از سال اول تا سوم دبستان را در خورموج تحصیل نمود و در کنار مدرسه به مکتب نیز می‌رفت و قرآن را در آنجا آموخت. در سال ۱۳۴۱ همراه پدرش به تهران مهاجرت کرد و در سال ۱۳۵۰ موفق به اخذ دیپلم ریاضی گردید. در همان سال در رشته بازرگانی با احراز رتبه اول وارد مدرسه عالی بازرگانی (دانشگاه علامه طباطبائی) شد لکن به دلیل علاقه‌ای که به رشته معماری داشت در سال ۱۳۵۱ در دوره فوق لیسانس رشته مهندسی معماری دانشگاه تهران قبول و به اخذ درجه فوق لیسانس نائل آمد. در سال ۱۳۵۷ در جریان انقلاب در تظاهرات دانشجوئی و اعتصاب و درگیری‌های دانشگاه تهران حضور داشت. پس از پیروزی انقلاب اسلامی در سال ۱۳۵۸ برای بازسازی و تکمیل پروژه خانه سازی هزار واحد مسکونی در شهر بوشهر که با فرار شرکتهای آمریکایی ناتمام مانده بود به استان بوشهر آمد. تا سال ۱۳۶۷ در اداره مهندسی بانک مسکن بوشهر، سازمان نوسازی و توسعه و تجهیز مدارس استان بوشهر، ستاد بازسازی مناطق آسیب دیده از جنگ تحمیلی، ستاد بازسازی مناطق سیل زده و بعنوان استاد در دانشگاه آزاد اسلامی واحد بوشهر فعالیت نمود.
وی کاندید دهمین دوره انتخابات مجلس شورای اسلامی از حوزه انتخابیه دشتی و تنگستان (از استان بوشهر) بوداو بیشترین میزان آراء را در کل ادوار مجلس شورای اسلامی در استان بوشهر کسب کرد و با بیش از ۵۴۰۰۰ رای به لحاظ درصدی ۶۲ درصد وارد مجلس شورای اسلامی شد، در این دوره به علت ردصلاحیت پورفاطمی، نماینده 4 دوره قبل این حوزه، در یک فضای انحصاری مطلق، ایشان به مجلس راه یافتند.

## سوابق
- معاون حقوقی و امور مجلس وزارت اقتصاد و دارایی (از سال ۸۵ تا ۹۲)[۲]
- نماینده مردم شهرستانهای دشتی، تنگستان، دیر و کنگان (رودباران) از استان بوشهر و نائب رئیس اول کمیسیون مسکن و شهرسازی و راه و ترابری در دوره سوم و چهارم مجلس شورای اسلامی
- معاونت وزارت مسکن و شهرسازی

## وبگاه شخصی
- http://drshahryari.com/%5Bپیوند+مرده%5D
- http://dr-shahryari.ir/%5Bپیوند+مرده%5D

| مناصب احزاب سیاسی          | مناصب احزاب سیاسی                                            | مناصب احزاب سیاسی      |
| -------------------------- | ------------------------------------------------------------ | ---------------------- |
| پیشین: سید محسن یحیوی      | قائم‌مقام دبیرکل جامعه اسلامی مهندسین ۱۳۸۳–۱۳۸۲               | پسین: سید مرتضی نبوی   |
| مناصب سیاسی                |                                                              |                        |
| پیشین: حیدر مستخدمین حسینی | معاون امور حقوقی و مجلس وزیر امور اقتصادی و دارایی ۱۳۹۲–۱۳۸۴ | پسین: علی‌اصغر یوسف‌نژاد |